# 1981年の日本
1981年の日本（1981ねんのにほん）では、1981年（昭和56年）の日本の出来事・流行・世相などについてまとめる。

## 他の紀年法
日本では、西暦の他にも以下の紀年法を使用している。なお、以下の紀年法は西暦と月日が一致している。
- 元号
  - 昭和56年
- 神武天皇即位紀元
  - 皇紀2641年
- 干支
  - 辛酉（かのと とり）

## カレンダー
| 1月 |    |    |    |    |    |    |
| 日  | 月 | 火 | 水 | 木 | 金 | 土 |
|     |    |    |    | 1  | 2  | 3  |
| 4   | 5  | 6  | 7  | 8  | 9  | 10 |
| 11  | 12 | 13 | 14 | 15 | 16 | 17 |
| 18  | 19 | 20 | 21 | 22 | 23 | 24 |
| 25  | 26 | 27 | 28 | 29 | 30 | 31 |
|     |    |    |    |    |    |    |

| 2月 |    |    |    |    |    |    |
| 日  | 月 | 火 | 水 | 木 | 金 | 土 |
| 1   | 2  | 3  | 4  | 5  | 6  | 7  |
| 8   | 9  | 10 | 11 | 12 | 13 | 14 |
| 15  | 16 | 17 | 18 | 19 | 20 | 21 |
| 22  | 23 | 24 | 25 | 26 | 27 | 28 |
|     |    |    |    |    |    |    |

| 3月 |    |    |    |    |    |    |
| 日  | 月 | 火 | 水 | 木 | 金 | 土 |
| 1   | 2  | 3  | 4  | 5  | 6  | 7  |
| 8   | 9  | 10 | 11 | 12 | 13 | 14 |
| 15  | 16 | 17 | 18 | 19 | 20 | 21 |
| 22  | 23 | 24 | 25 | 26 | 27 | 28 |
| 29  | 30 | 31 |    |    |    |    |
|     |    |    |    |    |    |    |

| 4月 |    |    |    |    |    |    |
| 日  | 月 | 火 | 水 | 木 | 金 | 土 |
|     |    |    | 1  | 2  | 3  | 4  |
| 5   | 6  | 7  | 8  | 9  | 10 | 11 |
| 12  | 13 | 14 | 15 | 16 | 17 | 18 |
| 19  | 20 | 21 | 22 | 23 | 24 | 25 |
| 26  | 27 | 28 | 29 | 30 |    |    |
|     |    |    |    |    |    |    |

| 5月 |    |    |    |    |    |    |
| 日  | 月 | 火 | 水 | 木 | 金 | 土 |
|     |    |    |    |    | 1  | 2  |
| 3   | 4  | 5  | 6  | 7  | 8  | 9  |
| 10  | 11 | 12 | 13 | 14 | 15 | 16 |
| 17  | 18 | 19 | 20 | 21 | 22 | 23 |
| 24  | 25 | 26 | 27 | 28 | 29 | 30 |
| 31  |    |    |    |    |    |    |
|     |    |    |    |    |    |    |

| 6月 |    |    |    |    |    |    |
| 日  | 月 | 火 | 水 | 木 | 金 | 土 |
|     | 1  | 2  | 3  | 4  | 5  | 6  |
| 7   | 8  | 9  | 10 | 11 | 12 | 13 |
| 14  | 15 | 16 | 17 | 18 | 19 | 20 |
| 21  | 22 | 23 | 24 | 25 | 26 | 27 |
| 28  | 29 | 30 |    |    |    |    |
|     |    |    |    |    |    |    |

| 7月 |    |    |    |    |    |    |
| 日  | 月 | 火 | 水 | 木 | 金 | 土 |
|     |    |    | 1  | 2  | 3  | 4  |
| 5   | 6  | 7  | 8  | 9  | 10 | 11 |
| 12  | 13 | 14 | 15 | 16 | 17 | 18 |
| 19  | 20 | 21 | 22 | 23 | 24 | 25 |
| 26  | 27 | 28 | 29 | 30 | 31 |    |
|     |    |    |    |    |    |    |

| 8月 |    |    |    |    |    |    |
| 日  | 月 | 火 | 水 | 木 | 金 | 土 |
|     |    |    |    |    |    | 1  |
| 2   | 3  | 4  | 5  | 6  | 7  | 8  |
| 9   | 10 | 11 | 12 | 13 | 14 | 15 |
| 16  | 17 | 18 | 19 | 20 | 21 | 22 |
| 23  | 24 | 25 | 26 | 27 | 28 | 29 |
| 30  | 31 |    |    |    |    |    |
|     |    |    |    |    |    |    |

| 9月 |    |    |    |    |    |    |
| 日  | 月 | 火 | 水 | 木 | 金 | 土 |
|     |    | 1  | 2  | 3  | 4  | 5  |
| 6   | 7  | 8  | 9  | 10 | 11 | 12 |
| 13  | 14 | 15 | 16 | 17 | 18 | 19 |
| 20  | 21 | 22 | 23 | 24 | 25 | 26 |
| 27  | 28 | 29 | 30 |    |    |    |
|     |    |    |    |    |    |    |

| 10月 |    |    |    |    |    |    |
| 日   | 月 | 火 | 水 | 木 | 金 | 土 |
|      |    |    |    | 1  | 2  | 3  |
| 4    | 5  | 6  | 7  | 8  | 9  | 10 |
| 11   | 12 | 13 | 14 | 15 | 16 | 17 |
| 18   | 19 | 20 | 21 | 22 | 23 | 24 |
| 25   | 26 | 27 | 28 | 29 | 30 | 31 |
|      |    |    |    |    |    |    |

| 11月 |    |    |    |    |    |    |
| 日   | 月 | 火 | 水 | 木 | 金 | 土 |
| 1    | 2  | 3  | 4  | 5  | 6  | 7  |
| 8    | 9  | 10 | 11 | 12 | 13 | 14 |
| 15   | 16 | 17 | 18 | 19 | 20 | 21 |
| 22   | 23 | 24 | 25 | 26 | 27 | 28 |
| 29   | 30 |    |    |    |    |    |
|      |    |    |    |    |    |    |

| 12月 |    |    |    |    |    |    |
| 日   | 月 | 火 | 水 | 木 | 金 | 土 |
|      |    | 1  | 2  | 3  | 4  | 5  |
| 6    | 7  | 8  | 9  | 10 | 11 | 12 |
| 13   | 14 | 15 | 16 | 17 | 18 | 19 |
| 20   | 21 | 22 | 23 | 24 | 25 | 26 |
| 27   | 28 | 29 | 30 | 31 |    |    |
|      |    |    |    |    |    |    |

## 在職者
- 天皇: 裕仁
- 内閣総理大臣: 鈴木善幸（自由民主党）
- 内閣官房長官: 宮澤喜一（自由民主党）
- 最高裁判所長官: 服部高顯
- 衆議院議長: 福田一（自由民主党）
- 参議院議長: 徳永正利（自由民主党）
- 国会: 
  - 第94回 (常会, 1980年（昭和55年）12月22日-1981年6月6日)
  - 第95回 (臨時会, 9月24日-11月28日)
  - 第96回 (臨時会, 12月21日-1982年（昭和57年）8月21日)

## 世相
- 黒柳徹子の自伝的小説『窓ぎわのトットちゃん』により、「トットちゃんブーム」と呼ばれるほどの人気を生み、教科書や入学試験問題にも採用され、「タレント本」ブームのきっかけとなった。
- この年発売されたガリガリ君（赤城乳業）や雪見だいふく（ロッテ）がヒットし、ロングセラーを記録した。
- 当時の社会問題になっていたつっぱり文化の影響からかなめ猫が大ブーム。
- 校内暴力が深刻化。
- 貸しレコード店が大流行した。
- 「カラス族」や「ロックンロール族」と呼ばれる奇抜なファッションをした若者が見られた。
- マリンスタイルや古着ルックが流行した。
- 「えぐい」が「かっこいい」という意味に転用されて流行した他、カタログ文化に耽る若者を指す「クリスタル族」、休日にゴロゴロする旦那を指す「粗大ゴミ」、フジテレビ系列で放映されたアニメ番組『Dr.スランプ アラレちゃん』の主人公の口癖で挨拶を表す「んちゃ」といった言葉が流行した。

### 周年
- 警視庁設置100周年
- 明治大学創立100周年

## できごと

### 1月
- 1月5日 - エースコックが「力うどん」を発売。
- 1月15日 - 前年12月より続く五六豪雪の中でも特に記録的な大雪。降雪は3月まで続いた。
- 1月20日 - 名古屋女子大生誘拐殺人事件：愛知県警の特別捜査本部が、前年12月2日に金城学院大学3年生の女子大生A（当時22歳：愛知県名古屋市港区）を誘拐して家族に身代金3,000万円を要求したとして、寿司店員の木村修治（当時30歳：名古屋市中区在住）を逮捕[1]。木村はAを絞殺し、死体を木曽川に遺棄したことを自供[1]。
- 1月22日 - 佐賀替え玉保険金殺人事件発生。

### 2月
- 2月5日 - 日本初の新交通システムが神戸市で営業開始（神戸新交通ポートアイランド線、通称「ポートライナー」）[書籍 1]。
- 2月15日 - 日本劇場が閉館、48年の歴史に幕[書籍 1]。
- 2月16日 - 東京地検特捜部、株投機（仕手筋）集団「誠備グループ」代表加藤暠を所得税法違反で逮捕[書籍 2]。
- 2月23日 - 教皇ヨハネ・パウロ2世が来日（ - 2月26日まで）[書籍 3][書籍 2]。
- 2月27日 - トヨタ自動車が高級スポーツクーペ・「ソアラ」を発売。

### 3月
- 3月1日 - 長野市中心部の長野電鉄長野線長野駅 - 善光寺下駅間が地下化。
- 3月2日 - 中国残留孤児47名が初の来日[書籍 4][書籍 5]。
- 3月3日 - 国鉄再建法（前年12月27日に制定）施行令が決定される。
- 3月10日 - 横綱・輪島が現役引退。
- 3月16日
  - 土光敏夫により第2次臨時行政調査会を発足[書籍 4][書籍 6]。
  - 大阪市で新交通システムが開業（大阪市交通局南港ポートタウン線、通称「ニュートラム」）[書籍 6]。
- 3月20日 - 神戸市でポートピア'81が開幕（ - 9月15日）[書籍 3][書籍 6]。
- 3月23日 - 国語審議会、当用漢字に95字を追加した常用漢字の採用を了承、鈴木首相に答申[書籍 6]。
- 3月25日 - 三和銀行オンライン詐欺事件発生。
- 3月27日 - 第53回選抜高等学校野球大会が阪神甲子園球場で開幕。
- 3月28日 - 東武動物公園オープン。
- 3月29日 - 今市4人殺傷事件発生[2]。
- 3月31日
  - ピンク・レディーがこの日の後楽園球場でのコンサートをもって解散。
  - 福井鉄道南越線がこの日限りで廃止。
  - 福知山線尼崎港支線（塚口駅 - 宝塚駅間）の旅客営業がこの日限りで廃止。

### 4月
- 4月1日
  - 千葉県浦安市、千葉県四街道市、福岡県宗像市が市制施行。
  - テレビ新潟（TNN、現TeNY）開局。
- 4月2日 - 千葉県船橋市に大型ショッピングセンター、ららぽーとオープン。
- 4月8日 - 第53回選抜高等学校野球大会の決勝戦が甲子園球場で行われ、大阪府のPL学園が千葉県の印旛高校を2-1で破り、選抜大会初の優勝。
- 4月9日 - 東シナ海で日本船籍の貨物船「日昇丸」が米海軍の原潜「ジョージ・ワシントン」に衝突され沈没。「ジョージ・ワシントン」は救助活動を行わずそのまま現場を去る。「日昇丸」の船長ら乗組員2人が死亡[書籍 3][書籍 7]。
- 4月18日 - 日本原電敦賀発電所で放射能漏れ事故の事実が発覚、累計101人の被曝が明らかに[書籍 4][書籍 8]。
- 4月22日 - マザー・テレサが初来日[書籍 3][書籍 9]。

### 5月
- 5月5日 - 名古屋女子大生誘拐殺人事件：木曽川橋（東名阪自動車道）付近で被害者Aの遺体が発見される[3]。
- 5月16日 - フジテレビ系でバラエティ番組『オレたちひょうきん族』（出演：ビートたけし、明石家さんま他）が放送開始（1989年10月終了）。
- 5月29日 - 京都市営地下鉄烏丸線の北大路駅 - 京都駅間が開業[書籍 10]。

### 6月
- 6月1日 - エステー化学が「ドライペット」を発売。
- 6月11日 - フランス・パリで、日本人留学生佐川一政が、自宅で友人のオランダ人女性留学生をカービン銃で射殺、屍姦の後遺体の一部を食べ、残りをブローニュの森に遺棄する猟奇殺人事件発生、同月15日に逮捕。（パリ人肉事件）
- 6月14日 - 柏の少女殺し事件発生[書籍 11]。
- 6月17日 - 深川通り魔殺人事件発生[書籍 11]。
- 6月18日 - 日産自動車が上級FFセダンとしてバイオレットリベルタ、オースターJX、スタンザFXを発売。（バイオレット3姉妹のフルモデルチェンジ）このモデルから輸出モデルに使われた『DATSUN』ブランドを廃止して、順次『NISSAN』ブランドに統一する方針を正式発表。
- 6月26日 - 秋田空港開港。
- 6月30日 - 夕張線紅葉山駅 - 登川駅間がこの日限りで廃止。

### 7月
- 7月1日 - マルエツがダイエーグループのサンコーと合併、新生マルエツが発足。
- 7月7日 - 広告付きはがき（エコーはがき）が発売される（売価35円）。
- 7月23日 - 山口組三代目組長田岡一雄が急性心不全により死去[書籍 12]。
- 7月26日 - 福岡市に初の地下鉄が開業する（1号線室見駅 - 天神駅間）[書籍 12]。

### 8月
- 8月5日 - 男鹿脇本事件。
- 8月8日 - 第63回全国高等学校野球選手権大会が阪神甲子園球場にて開幕。
- 8月10日 - 栃木県宇都宮市の住宅街に陸上自衛隊の航空機が墜落、乗組員5人死亡[書籍 13]。
- 8月11日 - 宇宙開発事業団、鹿児島の種子島宇宙センターから気象衛星「ひまわり2号」の打ち上げに成功[書籍 3][書籍 13]。
- 8月18日 - コクヨ、CI導入。
- 8月21日 - 第63回全国高等学校野球選手権大会の決勝戦が甲子園球場で行われ、兵庫県代表の報徳学園が京都府代表の京都商を2-0で破り初優勝。
- 8月22日 - 台湾・台北松山発高雄行きの遠東航空103便が墜落、作家の向田邦子ら日本人18人を含む乗員乗客110名全員死亡[書籍 14]。
- 8月26日
  - 阪神タイガースの江本孟紀投手が甲子園球場での対ヤクルト戦で降板後に「ベンチがアホやから野球がでけへん」と発言し波紋を呼ぶ。
  - 後楽園球場で開催された読売ジャイアンツ（巨人）対中日ドラゴンズ19回戦で、7回裏に中日の遊撃手・宇野勝がポップフライを捕球しようとした際に飛球が宇野の頭部に当たって跳ね返り捕球失敗。サッカーのヘディングのような状態であったことから「宇野ヘディング事件」と呼ばれ後世まで語り継がれる。また同試合では、中日の富田勝が日本プロ野球史上2人目となる全12球団からの本塁打を記録した。

### 9月
- 9月1日
  - 郵便個人年金法施行。
  - ジョナスがファミリーマートに改称、コンビニエンス事業を開始。
  - ユニードがダイエーグループの九州ダイエーと合併、新生ユニードが発足。
- 9月5日 - 三和銀行オンライン詐欺事件が発覚（発生日は当年3月25日）[書籍 15]。
- 9月23日 - セ・リーグで巨人が4年ぶりに優勝[書籍 16]。
- 9月25日 - フジテレビの長寿番組『スター千一夜』が22年半の歴史に幕（放送回数6417回）。
- 9月30日
  - 第24回夏季五輪（1988年）の開催地がソウルに決定。名古屋市は招致に失敗[書籍 17]。
  - アジア共石が共同石油グループから離脱し、大協石油に経営権譲渡（1989年10月、コスモ石油と合併）。

### 10月
- 10月1日
  - 内閣が「常用漢字表」を告示[書籍 3][書籍 18]。常用漢字が定められる。
  - 福島放送（KFB）が開局。
  - 東京12チャンネルがテレビ東京と社名変更。
  - ラジオ関東がアール・エフ・ラジオ日本と社名変更。
  - 石勝線が開業し、札幌 - 帯広・釧路方面の特急・急行の所要時間が短縮される。
  - 東海道本線東京口に新型185系が本格デビュー。
- 10月2日 - 日本コカ・コーラが栄養飲料「リアルゴールド」発売。
- 10月5日
  - 近鉄バファローズ・西本幸雄監督勇退。
  - ロッテが「雪見だいふく」を発売。
- 10月6日 - フジテレビのクイズ番組『なるほど!ザ・ワールド』（司会：愛川欽也・楠田枝里子）が放送開始（1996年3月終了）。
- 10月10日 - 10月16日 - 大石寺で日蓮大聖人第700回遠忌大法要が執行される。
- 10月13日 - 日本ハムファイターズがプレーオフでロッテ・オリオンズを下し、前身の東映時代以来19年ぶりにパ・リーグ優勝決める。
- 10月15日 - 近畿相互銀行で偽造キャッシュカードによる現金引き出し事件発覚[書籍 19]。犯人の元行員は11月27日に台北市で逮捕。
- 10月16日 - 北炭夕張新鉱でガス突出・坑内火災事故[書籍 3][書籍 19]。坑道の火災をしずめるため、59人の不明者を確認しないまま、坑道を水没させる。最終的な犠牲者は93名。
- 10月19日 - 福井謙一がノーベル化学賞を受賞[書籍 3][書籍 19]。
- 10月25日 - 巨人がパ・リーグの覇者日本ハムを4勝2敗で下し、V9最終年以来となる日本シリーズ制覇[書籍 19]。この年の日本シリーズは全て後楽園球場で行われ、“首都決戦”と呼ばれた。
- 10月27日 - 明星食品が「中華三昧」を発売。
- 10月28日 - ロッキード事件丸紅ルート公判で榎本敏夫の妻・榎本三恵子が「ハチは一度刺したら死ぬ」と田中角栄元首相の5億円受領を裏づける証言をした[書籍 4][書籍 20]。
- 10月29日 - 宮崎自動車道が全線開通。
- 10月30日 - 新潮社から写真週刊誌「FOCUS」創刊[書籍 21]。写真週刊誌ブームの先駆けとなる。

### 11月
- 11月1日 - 新潟市に新潟県立自然科学館が開館。
- 11月2日 - 永谷園が「麻婆春雨」を発売。
- 11月5日 - ロッキード事件の裁判で国際興業創業者の小佐野賢治に懲役1年の実刑判決[書籍 4][書籍 22]。
- 11月13日 - 沖縄本島の与那覇岳でヤンバルクイナが発見される[書籍 3][書籍 23]。
- 11月18日 - 三浦和義の妻・一美がロサンゼルスで襲撃され現金が奪われる事件が発生（ロス疑惑の始まり）。
- 11月26日 - 池袋駅西口再開発のため、池袋ターミナルホテルが設立される。
- 11月27日 - 名古屋市営地下鉄鶴舞線浄心駅 - 伏見駅間開業。
- 11月30日 - 鈴木改造内閣発足[書籍 4][書籍 24]。

### 12月
- 12月1日 - 東京芸術大学教授でバイオリニストの海野義雄が同大学の楽器納入をめぐる収賄容疑で逮捕。
- 12月2日 - 大阪市営地下鉄千日前線の新深江駅 - 南巽駅間が開業[書籍 24]。
- 12月16日 - 大阪国際空港における航空機の騒音問題に関して同空港の周辺住民が国を相手取り夜間飛行の差し止めと損害賠償を求めた訴訟で、最高裁判所は一部損害賠償は認めるが夜間飛行の差し止めは認めない判決を下す。
- 12月19日 - 能勢電鉄妙見線の川西国鉄前駅 - 川西能勢口駅間がこの日限りで廃止。

## 天候・天災・観測等

### 冬季
五六豪雪（昭和56年豪雪） - 前年12月〜本年3月にかけて東日本・西日本の広い範囲を襲った豪雪（「1980年の日本#天候・天災・観測等」も参照）。

### 春季
春は奄美沖縄以外は寒春。

### 夏季
夏は全国的に平年より1度低い夏で冷夏。

### 秋季
秋は1976年に次いで、2番目に低い秋で寒秋。

## 文化と芸術

### 流行

#### 流行語
- 『ぶりっ子』…可愛らしく見せるためにわざとらしい仕草を造作する、もしくは男性に媚びを売る女性を揶揄する「可愛い子ぶりっ子」を縮めた言葉。漫画家の江口寿史が「かわい子ぶるな！」「ぶりっ子だな！」との言い回しを1978年秋頃より個人的に用いており、のちに自身の作品『すすめ!!パイレーツ』にも用いられ、その後「かわいこぶりっ子」が女子中高生の間で流行し、春やすこ・けいこが短縮した「ぶりっ子」が広く知れ渡ることとなった[4]。

- 『 指示待ち族』…現代コミュニケーション研究所による造語である。「言われたからやる。言われないことはやらない若者が多くなってきた」「自分を犠牲にした母親の過剰な奉仕になれた結果」との 見方もあった[5]。

- 『 校内暴力』…この頃より、中高校生の校内暴力が多発する[5]。

### 建築
竣工
解体

### 出版
ベストセラー
- 井上ひさし 『吉里吉里人』
- 黒柳徹子 『窓ぎわのトットちゃん』
- 田中康夫 『なんとなく、クリスタル』

#### 文学
- 芥川賞
  - 第85回（1981年上半期） - 吉行理恵 『小さな貴婦人』
  - 第86回（1981年下半期） - 該当作品なし
- 直木賞
  - 第85回（1981年上半期） - 青島幸男『人間万事塞翁が丙午』
  - 第86回（1981年下半期） - つかこうへい『蒲田行進曲』、光岡明『機雷』
- 江戸川乱歩賞
  - 第27回 - 長井彬『原子炉の蟹』

### 音楽
- 寺尾聰『ルビーの指環』『シャドー・シティ』『出航（SASURAI）』
- 近藤真彦『スニーカーぶる〜す』『ヨコハマ・チーク』『ブルージーンズ メモリー』『ギンギラギンにさりげなく』
- 松田聖子『チェリーブラッサム』『夏の扉』『白いパラソル』『風立ちぬ』
- 田原俊彦『恋＝Do!』『悲しみ2(TOO)ヤング』『グッドラックLOVE』『キミに決定!』
- 竜鉄也『奥飛騨慕情』
- 五輪真弓『恋人よ』
- 山本譲二『みちのくひとり旅』
- 堀江淳『メモリーグラス』
- 松山千春『長い夜』『ふるさと』
- 都はるみ『大阪しぐれ』
- 松任谷由実『守ってあげたい』
- 柏原よしえ『ハロー・グッバイ』
- 矢沢永吉『抱かれたい、もう一度』
- 石川優子『シンデレラ・サマー』
- 伊藤敏博『サヨナラ模様』
- 松村和子『帰ってこいよ』
- イモ欽トリオ『ハイスクールララバイ』
- T.C.R.横浜銀蝿R.S. 『ツッパリHigh School Rock'n Roll (登校篇)』
- 西田敏行『もしもピアノが弾けたなら』
- 杉田かおる『鳥の詩』
- 沢田研二『ス・ト・リ・ッ・パ・ー』『渚のラブレター』『おまえがパラダイス』
- ザ・ヴィーナス『キッスは目にして!』
- 伊藤つかさ『少女人形』
- ザ・ぼんち『恋のぼんちシート』
- 郷ひろみ『お嫁サンバ』『未完成』
- 西城秀樹『眠れぬ夜』『リトルガール』
- 南佳孝『スローなブギにしてくれ』
- 中島みゆき『ひとり上手』
- 矢野顕子『春咲小紅』
- 岩崎宏美『すみれ色の涙』
- クリエイション『ロンリー・ハート』
- 井上陽水『ジェラシー』
- 薬師丸ひろ子『セーラー服と機関銃』
- 来生たかお『夢の途中』
- 杉村尚美『サンセット・メモリー』
- シャネルズ『街角トワイライト』『ハリケーン』
- 石川ひとみ『まちぶせ』
- 沖田浩之『E気持』
- 海援隊『人として』
- 石原裕次郎『ブランデーグラス』
- チャゲ&飛鳥『万里の河』
- 雅夢『愛はかげろう』『悲しくて』
- ザ・ドリフターズ『ドリフの早口ことば』
- さだまさし『驛舎』
- オフコース『I LOVE YOU』
- 井上大輔『哀・戦士』
- 谷村新司『群青』
- 川中美幸『あなたひとすじ』
- 五木ひろし『人生かくれんぼ』
- ナイアガラ・トライアングル『A面で恋をして』
- アラジン『完全無欠のロックンローラー』

### 演劇
歌舞伎
宝塚歌劇団

### 映画
- セーラー服と機関銃
- さよなら銀河鉄道999 アンドロメダ終着駅
- レイダース/失われたアーク《聖櫃》
- 007 ユア・アイズ・オンリー

### テレビ
ドラマ
- NHK大河ドラマ 『おんな太閤記』（出演：佐久間良子、西田敏行、中村雅俊、長山藍子、赤木春恵ほか）
- NHK朝の連続テレビ小説
  - 『まんさくの花』
  - 『本日も晴天なり』
- 『野々村病院物語』（TBS、出演：宇津井健、夏目雅子、山岡久乃、津川雅彦ほか）
- 『北の国から』（フジテレビ、出演：田中邦衛 他）

バラエティなど諸分野
- 『クイズ面白ゼミナール』（NHK、司会：鈴木健二アナウンサー）
- 『ザ・トップテン』（日本テレビ、司会：堺正章、榊原郁恵）
- 『オレたちひょうきん族』（フジテレビ、出演：ビートたけし、明石家さんま、山田邦子、島田紳助、片岡鶴太郎ほか）
- 『なるほど!ザ・ワールド』（フジテレビ、司会：愛川欽也、楠田枝里子）
- 『欽ドン!良い子悪い子普通の子』（フジテレビ、出演：萩本欽一、イモ欽トリオ他）

特撮
- 『太陽戦隊サンバルカン』（テレビ朝日、制作：東映）
- 『ロボット8ちゃん』（フジテレビ、制作：東映）

#### コマーシャル
| キャッチフレーズなど                               | 商品名など                             | メーカー         | 出演者                             | 音楽             |
| -------------------------------------------------- | -------------------------------------- | ---------------- | ---------------------------------- | ---------------- |
| いろんな命が生きてるんだなあ                       | トリスウイスキー                       | サントリー       | 野良の子犬                         | 神保敏文・菅原進 |
| 聞こえた?                                          | ピップエレキバン                       | ピップフジモト   | 樹木希林・横矢勲                   | －               |
| お口のにおい、嫌われるぞ!                          | エチケットαライオン                    | ライオン         | 岸本加世子                         | ジング           |
| 君に、クラクラ。                                   | －                                     | カネボウ化粧品   | 城戸真亜子                         | －               |
| 「鬢漬け油?」「ノー、アウスレーゼ」                | アウスレーゼ                           | 資生堂           | 藤島利彰・花籠博                   | －               |
| 芸術は爆発だ!                                      | マクセル・エピタキシャルビデオカセット | 日立マクセル     | 岡本太郎                           | －               |
| デリーシャスよ、奥さん!                            | デリシャスソース                       | キッコーマン     | 竹村健一、来宮良子（ナレーション） | －               |
| 「どうだ、美しいだろう」「クサイ人、キライ!」      | グリーン仁丹                           | 森下仁丹         | 春風亭小朝・でんでん               | -                |
| 「味ぶしー!」「鮭っ子ー!」                         | 永谷園のふりかけ                       | 永谷園           | ザ・ドリフターズ                   | －               |
| よろしいんじゃないですか                           | キンチョール                           | 大日本除虫菊     | 郷ひろみ・柄本明                   | －               |
| キッキッキンチョーマットです                       | キンチョーマット                       | 大日本除虫菊     | 掛布雅之・三遊亭圓丈               | －               |
| 耳にタコ出来た／今日耳日曜                         | 金鳥どんと                             | 大日本除虫菊     | ザ・ぼんち                         | －               |
| シティコネクション                                 | コンポ カーステレオ                    | クラリオン       | エマニエル坊やほか                 | 西慎嗣           |
| 文字が大きくなります（なりました）                 | 朝日新聞                               | 朝日新聞社       | 筑紫哲也・タモリ                   | -                |
| 楽しくなければテレビじゃない                       | テレビ局のステーションイメージ         | フジテレビ       | -                                  | -                |
| 僕は帽子をアートネイチャーに変えた                 | アートネイチャー                       | アートネイチャー | 倉持明                             | －               |
| 俺の健康、クロスタニン。                           | クロスタニン                           | 日健総本社       | 南廣                               | －               |
| 「貼り替えるだけで永久に使えます」「お得ですねぇ」 | マグネキング                           | 久光製薬         | みのもんた・プリティ長嶋           | -                |

### アニメ
アニメーション映画
テレビアニメ
- 1月4日 家族ロビンソン漂流記 ふしぎな島のフローネ放映開始
- 1月31日 最強ロボ ダイオージャ放映開始
- 2月7日 ヤットデタマン（タイムボカンシリーズ）放映開始
- 3月1日 黄金戦士ゴールドライタン放映開始
- 3月4日 百獣王ゴライオン放映開始
- 3月6日 ハロー!サンディベル放映開始
- 3月7日 おはよう!スパンク放映開始
- 4月3日 愛の学校クオレ物語放映開始
- 4月4日 めちゃっこドタコン放映開始
- 4月7日 名犬ジョリィ放映開始
- 4月7日 若草の四姉妹放映開始
- 4月8日 Dr.スランプ アラレちゃん放映開始
- 4月11日 フーセンのドラ太郎放映開始
- 4月16日 新竹取物語 1000年女王放映開始
- 4月20日 タイガーマスク二世放映開始
- 7月3日 戦国魔神ゴーショーグン放映開始
- 9月3日 まんが水戸黄門放映開始
- 9月7日 新ど根性ガエル放映開始
- 9月28日 忍者ハットリくん放映開始
- 10月2日 六神合体ゴッドマーズ放映開始
- 10月3日 じゃりン子チエ放映開始
- 10月4日 ダッシュ勝平放映開始
- 10月6日 銀河旋風ブライガー放映開始
- 10月8日 まいっちんぐマチコ先生放映開始
- 10月9日 ワンワン三銃士放映開始
- 10月9日 アニメ親子劇場放映開始
- 10月14日 うる星やつら放映開始
- 10月17日 ハニーハニーのすてきな冒険放映開始
- 10月23日 太陽の牙ダグラム放映開始

## スポーツ

### 総合競技大会
- 第36回国民体育大会 (びわこ国体)

### 各競技

#### 野球
プロ野球
- セ・リーグ優勝　読売ジャイアンツ
- パ・リーグ優勝　日本ハムファイターズ
- 日本シリーズ優勝　読売ジャイアンツ（4勝2敗 MVP：西本聖）

高校野球
- 春優勝　PL学園（大阪）
- 夏優勝　報徳学園（兵庫）

#### 相撲
大相撲（幕内最高優勝）
- 初場所　千代の富士貢
- 春場所　北の湖敏満
- 夏場所　北の湖敏満
- 名古屋場所　千代の富士貢
- 秋場所　琴風豪規
- 九州場所　千代の富士貢

#### プロレス
- プロレス大賞MVP　アントニオ猪木（新日本プロレス）
- 世界最強タッグ決定リーグ戦優勝ブルーザー・ブロディ&ジミー・スヌーカ（飛獣コンビ）組（1回目）

## 誕生

### 1月
- 1月2日 - 青井実、NHKアナウンサー
- 1月4日 - 麻生幸佑、俳優
- 1月6日 - 亜波根綾乃、歌手
- 1月6日 - 菊地凛子、女優
- 1月7日 - 遠藤嘉人、俳優
- 1月8日 -園原ゆかり、ファッションモデル
- 1月8日 - 谷口大典、実業家
- 1月10日 - 麻田ユリカ、女優・元レースクイーン
- 1月10日 - 池田久美子、陸上競技選手
- 1月11日 - 土居龍太郎、元プロ野球選手
- 1月12日 - 竹本恵、野球選手
- 1月13日 - 岡谷良、サッカー選手
- 1月13日 - 高橋裕二郎、プロレスラー
- 1月14日 - 新山千春、タレント
- 1月14日 - 荒牧陽子、歌手、ものまねタレント
- 1月14日 - 村上純、お笑いタレント（しずる）
- 1月14日 - 田口節子、競艇選手
- 1月16日 - 畑野優理子、元アナウンサー
- 1月16日 - 松下恵、女優
- 1月16日 - パンチ浜崎、お笑い芸人（ザ・パンチ）
- 1月17日 - 前田有紀、テレビ朝日アナウンサー
- 1月17日 - 宮崎謙介、元政治家、コメンテーター
- 1月17日 - 山内健司、お笑い芸人（かまいたち）
- 1月18日 - 佐々木さやか、政治家
- 1月18日 - 實松一成、プロ野球選手
- 1月18日 - つちやみえこ、元声優
- 1月19日 - 市川貴之、プロ野球審判員
- 1月20日 - 阿部悦子、フリーアナウンサー
- 1月20日 - 村上和弘、サッカー選手
- 1月21日 - 出合正幸、俳優
- 1月24日 - 出口哲也、俳優
- 1月26日 - 緒方由美、ローカルタレント
- 1月27日 - 亀岡真美、声優
- 1月28日 - 乙葉、タレント
- 1月28日 - 星野源、俳優（大人計画）・ミュージシャン（SAKEROCK）
- 1月28日 - 儀武ゆう子、声優
- 1月29日 - 河合美佳、元タレント
- 1月29日 - 青木隆治、ものまねタレント･歌手
- 1月30日 - 久保田智之、プロ野球選手
- 1月30日 - 末綱聡子、バドミントン選手
- 1月30日 - 樋口智恵子、声優
- 1月31日 - 安藤なつ、お笑い芸人 (メイプル超合金)
- 1月31日 - 森本稀哲、プロ野球選手

### 2月
- 2月2日 - 北川弘美、タレント・女優・グラビアモデル
- 2月3日 - 風野舞子、元グラビアアイドル
- 2月3日 - 北村栄基、俳優
- 2月3日 - 榎本雄太、歌手
- 2月4日 - 井上孝幸、元子役
- 2月6日 - 浅井江理名、女優
- 2月6日 - 芦川愛子、フリーアナウンサー
- 2月6日 - りんね、舞台女優（元カントリー娘。）
- 2月6日 - 奥菜つばさ、AV女優・ストリッパー
- 2月7日 - 北川俊澄、ラグビー選手
- 2月9日 - 塩山みさこ、女優
- 2月9日 - 知念里奈、歌手
- 2月9日 - 関本大介、プロレスラー
- 2月10日 - 彩音凛、タレント・女優・モデル・歌手
- 2月10日 - 棟田康幸、柔道家
- 2月12日 - 和田貴範、野球選手
- 2月12日 - 近平省悟、野球選手
- 2月13日 - 葦原大介、漫画家
- 2月13日 - 鍋井まき子、声優
- 2月14日 - 天海いずみ、AV女優
- 2月14日 - 上原舞、AV女優・ストリッパー
- 2月14日 - 美奈斗、タレント、歌手
- 2月14日 - 林真輝、野球選手
- 2月16日 - 寿里、ファッションモデル、俳優
- 2月16日 - 久保いろは、お笑いタレント（モエヤン）
- 2月17日 - 雨木夕紀、元ストリッパー
- 2月18日 - 鮎川あみ、元AV女優
- 2月18日 - 池谷和志、お笑い芸人（ジョイマン）
- 2月18日 - DEAN、ファッションモデル
- 2月18日 - 矢口哲朗、元プロ野球選手
- 2月19日 - 森麻季、日本テレビアナウンサー
- 2月20日 - aika、歌手
- 2月20日 - 後藤まみ、AV女優
- 2月21日 - 要潤、俳優
- 2月21日 - 和田毅、プロ野球選手
- 2月23日 - 中原麻衣[Web 1]、声優
- 2月24日 - 森山風歩、作家
- 2月24日 - 奥田恵梨華、女優
- 2月25日 - 戸部洋子、フジテレビアナウンサー

### 3月
- 3月1日 - 池田真紀、女優
- 3月1日 - 馬場園梓、お笑いコンビ（アジアン）
- 3月2日 - 二本柳壮、騎手
- 3月3日 - 淺井裕介、画家・アーティスト
- 3月3日 - ムラタメグミ、歌手（元メロン記念日）
- 3月4日 - 酒井順也、元プロ野球選手
- 3月5日 - 忍成修吾、俳優
- 3月5日 - MANAMI、格闘家
- 3月6日 - 磯部さちよ、タレント（元ワンギャル）
- 3月8日 - 山崎裕太、俳優
- 3月10日 - AKEMI、ファッションモデル・女優
- 3月10日 - 杉浦太陽、俳優
- 3月10日 - 黒海太、大相撲力士
- 3月12日 - 小野真弓、タレント
- 3月12日 - 中村英将（ゆったり感）、お笑い芸人
- 3月12日 - 斎藤千和、声優
- 3月12日 - 井生崇光、プロ野球選手
- 3月12日 - KENTA、プロレスラー
- 3月16日 - 長野翼、元アナウンサー
- 3月16日 - 矢沢心、女優
- 3月16日 - 西村美保、タレント
- 3月16日 - R藤本、お笑い芸人
- 3月17日 - お侍ちゃん、お笑いタレント
- 3月17日 - 髙木俊、声優
- 3月17日 - 館山昌平、プロ野球選手
- 3月18日 - 天田輔、写真家
- 3月18日 - 鳥居みゆき、お笑いタレント
- 3月18日 - ISAKICK、ミュージシャン（175R）
- 3月20日 - 衣川篤史、プロ野球選手
- 3月20日 - みほ、お笑いタレント
- 3月21日 - 鮫島巧、ミュージシャン
- 3月21日 - 冴木里江、ストリッパー
- 3月22日 - 木村はるか、声優
- 3月23日 - 加藤健、プロ野球選手
- 3月23日 - 本田武史、フィギュアスケート選手
- 3月25日 - 阿部敦[Web 2]、声優
- 3月26日 - 清水愛、声優
- 3月26日 - 妹尾軒作、元プロ野球選手
- 3月27日 - 間慎太郎、シンガーソングライター、お笑いタレント
- 3月27日 - 細野由華、元タレント・元モデル
- 3月28日 - 石川雅実、元プロ野球選手
- 3月28日 - 藤村知可、声優
- 3月30日 - 工藤隆人、プロ野球選手
- 3月31日 - AMADORI、ミュージシャン
- 3月31日 - 新谷良子、声優

### 4月
- 4月5日 - 酒井寿、元俳優
- 4月5日 - 中嶋智子、アナウンサー・キャスター
- 4月7日 - 新垣仁絵（HITOE）、歌手SPEEDメンバー
- 4月7日 - 黒河貴矢、サッカー選手
- 4月7日 - 山田正道、サッカー選手
- 4月7日 - 華月、ミュージシャン（Raphael）（＋2000年）
- 4月8日 - 山崎敏、プロ野球選手
- 4月8日 - 呉本成徳、元プロ野球選手
- 4月8日 - 山本賢寿、元プロ野球選手
- 4月8日 - 石若雅弥、作曲家
- 4月10日 - 上野弘文、元プロ野球選手
- 4月11日 - 鶴岡慎也、プロ野球選手
- 4月12日 - 岩隈久志、プロ野球選手
- 4月12日 - 新里賢、元プロ野球選手
- 4月12日 - 中川パラダイス、お笑い芸人（ウーマンラッシュアワー）
- 4月13日 - 神農幸、女優・タレント
- 4月13日 - 成田雅嗣、俳優・歌手
- 4月14日 - 岩舘学、プロ野球選手
- 4月14日 - 小泉進次郎、政治家
- 4月15日 - 彩名杏子、元AV女優
- 4月16日 - 豊真将紀行、大相撲力士
- 4月16日 - 七野智秀、元プロ野球選手
- 4月18日 - 中本和希、クラブチーム野球選手、元プロ野球選手
- 4月18日 - 星村麻衣、シンガーソングライター・ピアニスト
- 4月18日 - 滝田樹里、声優
- 4月19日 - 比嘉寿光、プロ野球選手
- 4月20日 - huke、イラストレーター
- 4月21日 - 及川奈央、女優
- 4月21日 - 中嶋かねこ、女優
- 4月22日 - Jaaたけや、お笑い芸人
- 4月23日 - 小田崇之、大分放送アナウンサー
- 4月24日 - 山本梓、タレント
- 4月24日 - 藤原祐規、声優
- 4月26日 - 蒼井そら、元AV女優、女優、タレント、歌手
- 4月26日 - 武蔵海豊、大相撲力士
- 4月28日 - 喜多ゆかり、朝日放送テレビアナウンサー
- 4月29日 - 乾曜子、タレント（元中野風女シスターズ）、コスプレイヤー
- 4月30日 - 植山幸亮、野球選手
- 4月30日 - 生沼知裕、ラグビー選手
- 4月30日 - 田丸愛、元ストリッパー、元AV女優

### 5月
- 5月2日 - 斉藤舞子、フジテレビアナウンサー
- 5月2日 - 佐藤利奈、声優
- 5月2日 - 吉村すもも、元AV女優
- 5月4日 - 明比節子、元サッカー選手
- 5月5日 - ビートまりお、同人歌手
- 5月6日 - 中村公治、プロ野球選手
- 5月7日 - 長崎元、元プロ野球選手
- 5月8日 - 田島寧子、元競泳選手
- 5月9日 - 横山裕、男性アイドル（SUPER EIGHT）
- 5月9日 - 白井鉄也、お笑い芸人（チーモンチョーチュウ）
- 5月9日 - 石川由香里、とちぎテレビアナウンサー
- 5月9日 - 森崎和幸、サッカー選手
- 5月9日 - 森崎浩司、サッカー選手
- 5月10日 - 岸田護、プロ野球選手
- 5月11日 - 松井大輔、サッカー選手
- 5月11日 - 内藤陽子、元タレント・フラワーアーティスト
- 5月12日 - 佐藤賢太郎、作曲家
- 5月12日 - 細見直樹、元プロ野球選手
- 5月12日 - 石川直宏、サッカー選手
- 5月13日 - 松丸友紀、テレビ東京アナウンサー
- 5月13日 - 吉田小江子、フリーアナウンサー
- 5月14日 - 野久保直樹、俳優
- 5月15日 - 合沢萌、元AV女優
- 5月15日 - 鈴木寛樹、元プロ野球選手
- 5月16日 - 諸岡愛美、元タレント・元レースクイーン
- 5月16日 - 千崎若菜、女優・モデル
- 5月16日 - 野口祥順、プロ野球選手
- 5月16日 - 緒方貴臣、映画監督
- 5月18日 - 大岩戸義之、元大相撲力士
- 5月19日 - 梅原大吾、プロ格闘ゲーマー
- 5月20日 - 田中賢介、プロ野球選手
- 5月20日 - 岡本篤志、プロ野球選手
- 5月20日 - 藤井淳志、プロ野球選手
- 5月20日 - 新井亮司、元プロ野球選手
- 5月21日 - 伊藤サチコ、シンガーソングライター
- 5月22日 - あかつ、お笑い芸人
- 5月22日 - 原史奈、タレント
- 5月24日 - 朝天舞晴多、大相撲力士
- 5月24日 - 桜井裕美、モデル
- 5月25日 - 上野雄大、スキー選手
- 5月27日 - 久保恒造、パラリンピック・ノルディックスキー選手
- 5月27日 - シムラユウスケ、アーティスト
- 5月30日 - 小倉將信、政治家
- 5月31日 - 里山浩作、元大相撲力士、22代千賀ノ浦親方

### 6月
- 6月1日 - 朝山正悟、バスケットボール選手
- 6月1日 - 蓮見孝之、TBSアナウンサー
- 6月1日 - 石川賢、プロ野球選手
- 6月3日 - 川﨑宗則、プロ野球選手
- 6月4日 - 真山祐一、政治家
- 6月5日 - 松村豊司、元プロ野球選手
- 6月5日 - 眞山龍、元プロ野球選手
- 6月6日 - 宮﨑大輔、ハンドボール選手
- 6月8日 - 野中藍、声優
- 6月8日 - 末永真史、プロ野球選手
- 6月8日 - 條辺剛、元プロ野球選手
- 6月9日 - てつみち、お笑い芸人（元フクロトジ）
- 6月11日 - 朝倉健太、プロ野球選手
- 6月11日 - KMC、ラッパー・歌手
- 6月12日 - 岩田ゆり、タレント（元ワンギャル）（+2006年）
- 6月13日 - いがらし奈波、女装漫画家
- 6月15日 - 大島裕行、プロ野球選手
- 6月15日 - 久保田悠来、俳優
- 6月16日 - 和賀勇介、お笑い芸人（トップリード）
- 6月17日 - 琴禮巨樹、元大相撲力士
- 6月18日 - ゆりん[Web 3]、声優
- 6月20日 - 青山絵美、フリーアナウンサー
- 6月20日 - 飯作あゆり、元新体操選手
- 6月20日 - 竹内沙帆、歌手
- 6月22日 - 天野洋一、漫画家
- 6月23日 - 菊地浩輔、お笑い芸人（チーモンチョーチュウ）
- 6月23日 - Ni〜ya、ミュージシャン（ナイトメア）
- 6月26日 - 杉山哲、サッカー選手
- 6月26日 - 鳥谷敬、プロ野球選手
- 6月26日 - 井本みさお、レースクイーン・お笑い芸人
- 6月26日 - 近藤佳奈子、声優・歌手
- 6月28日 - 荒尾聡、オートレース選手
- 6月28日 - 杉田尚、漫画家
- 6月29日 - 咲人、ミュージシャン（ナイトメア）
- 6月29日 - 小林よしひさ、体操のお兄さん
- 6月29日 - 松原陽子、タレント
- 6月29日 - 川村亮、総合格闘家、プロレスラー
- 6月30日 - 中野謙吾、日本テレビアナウンサー
- 6月30日 - 鈴木亮、野球選手

### 7月
- 7月2日 - 森夏枝、政治家
- 7月4日 - 石井裕也、プロ野球選手
- 7月7日 - 滝沢沙織、女優・タレント
- 7月7日 - 塀内久雄、プロ野球選手
- 7月7日 - 高橋弘樹、映像ディレクター
- 7月8日 - 朝霧唯、AV女優
- 7月8日 - 夫婦のじかん大貫さん、お笑い芸人
- 7月8日 - 鈴木啓太、サッカー選手
- 7月8日 - 鈴木繭菓、タレント・元グラビアアイドル
- 7月8日 - 江島啓一、ドラマー（サカナクション）
- 7月8日 - 久光重貴、フットサル選手（+ 2020年）
- 7月9日 - 秋吉里香、AV女優
- 7月9日 - 小泉ニロ、歌手
- 7月9日 - 南竜介、プロ野球選手
- 7月9日 - 覚前昌也、元プロ野球選手
- 7月11日 - 蒼山サグ、小説家
- 7月11日 - YUKI、ミュージシャン（rice、Raphael）
- 7月11日 - 槙ようこ、漫画家
- 7月11日 - 木村深華、女優・モデル
- 7月13日 - 木村山守、大相撲力士（+ 2024年）
- 7月14日 - YOMI、ミュージシャン（ナイトメア）
- 7月14日 - 古谷拓哉、プロ野球選手
- 7月15日 - 小泉里子、ファッションモデル
- 7月16日 - 秋葉ミキ、モデル・タレント・レースクイーン
- 7月16日 - 白乃波信広、大相撲力士
- 7月16日 - 高井菜緒、タレント（元ワンギャル）
- 7月17日 - 井上あさひ、NHKアナウンサー
- 7月17日 - 植野行雄、お笑い芸人（デニス）
- 7月18日 - 水谷智佳、プロボクサー
- 7月20日 - 由田慎太郎、プロ野球選手
- 7月21日 - miko、ヌードモデル・女優
- 7月21日 - 根本裕一、サッカー選手
- 7月21日 - 由良浩明、ヴァイオリニスト・音楽監督
- 7月21日 - 岡見勇信、総合格闘家
- 7月23日 - 太田圭輔、サッカー選手
- 7月24日 - 佐藤零郎、映画監督[Web 4]
- 7月24日 - 野村宏之、元プロ野球選手
- 7月25日 - 駒野友一、サッカー選手
- 7月26日 - 浅野篤司、総合格闘家
- 7月26日 - かわはらなつみ、漫画家
- 7月27日 - 星野真里、女優
- 7月28日 - 大和田真史、サッカー選手
- 7月28日 - 福永ちな、グラビアアイドル
- 7月31日 - 糸井嘉男、プロ野球選手

### 8月
- 8月1日 - 川島佐助 、お笑い芸人（ガリバートンネル）
- 8月3日 - 小谷美裕、女優
- 8月3日 - 岡本浩二、元プロ野球選手
- 8月4日 - 谷本歩実、柔道金メダリスト
- 8月5日 - 柴咲コウ、女優・歌手
- 8月5日 - 佐藤かおり、レースクイーン・グラビアアイドル
- 8月5日 - 赤荻歩、TBSアナウンサー
- 8月6日 - 村田千鶴、お笑い芸人（このみ）
- 8月6日 - 浦井健治、俳優
- 8月6日 - 村西哲幸、元プロ野球選手
- 8月7日 - 朝赤龍太郎、大相撲力士
- 8月8日 - 阿部裕太、バレーボール選手
- 8月8日 - 飯田圭織、歌手（元モーニング娘。）
- 8月10日 - 安倍なつみ、歌手（元モーニング娘。）
- 8月11日 - 中沢なつき、女優
- 8月11日 - 森山周、プロ野球選手
- 8月12日 - 野沢拓也、サッカー選手
- 8月12日 - 中村慶子、NHKアナウンサー
- 8月16日 - alain、ファッションモデル・書家
- 8月16日 - 瀧川剛史、NHKアナウンサー
- 8月18日 - 平本一樹、サッカー選手
- 8月19日 - 福沢卓宏、元プロ野球選手
- 8月21日 - 相沢舞、声優・歌手
- 8月22日 - 久保裕丈、実業家
- 8月22日 - 斎藤工、俳優
- 8月23日 - AKIRA、ミュージシャン・ダンサー(EXILE)
- 8月23日 - 森田哲矢、お笑い芸人（さらば青春の光）
- 8月23日 - 与座重理久、俳優
- 8月25日 - 濱津隆之、俳優
- 8月25日 - 渡辺大剛、冒険家、登山家
- 8月27日 - ジュリアン、ファッションモデル
- 8月27日 - 南和彰、元プロ野球選手
- 8月27日 - 松沢蓮、俳優
- 8月27日 - 重政豊、お笑いタレント
- 8月27日 - 松原秀、脚本家、放送作家
- 8月28日 - 片上大輔、将棋棋士
- 8月28日 - 桃華絵里、モデル
- 8月31日 - 三須友博 、お笑い芸人（ガリバートンネル）
- 8月31日 - 白石みゆき、AV女優

### 9月
- 9月1日 - 愛葉亜希、元AV女優
- 9月1日 - アカシモモカ、シンガーソングライター
- 9月1日 - 森下千里、女性アイドル・元レースクイーン
- 9月1日 - 堀江守弘、スキーオリエンテーリング選手
- 9月2日 - 赤井秀一、サッカー選手
- 9月2日 - 木内晶子、女優
- 9月2日 - 栗原瞳、女優
- 9月4日 - 桝太一、元日本テレビアナウンサー
- 9月4日 - ジェロ、歌手
- 9月5日 - 新井利佳、タレント
- 9月5日 - 進藤玲菜、AV女優
- 9月6日 - 阿部勇樹、プロサッカー選手
- 9月7日 - 堤あき、AV女優
- 9月8日 - 高松大樹、サッカー選手
- 9月8日 - 茂庭照幸、プロサッカー選手
- 9月8日 - 花咲ゆき美、演歌歌手
- 9月8日 - 岡田ひとみ (タレント)、女優
- 9月9日 - 川島亮、元プロ野球選手
- 9月10日 - 横粂勝仁、政治家
- 9月10日 - YAMATO、プロレスラー
- 9月11日 - 山本麻里安、声優
- 9月14日 - 安達祐実、女優
- 9月14日 - 大塚ひな、AV女優
- 9月14日 - 中村友里子、女優
- 9月15日 - 佐々木貴賀、元プロ野球選手
- 9月15日 - 中田洋介、サッカー選手
- 9月18日 - 滝井礼乃、テレビ東京アナウンサー
- 9月18日 - 北本久仁衛、サッカー選手
- 9月19日 - Aki-la、歌手
- 9月19日 - 荒川大輔、陸上競技選手
- 9月21日 - 青柳嘉代、フリーアナウンサー
- 9月21日 - 堂真理子、テレビ朝日アナウンサー
- 9月22日 - 歩りえこ、旅作家、女優
- 9月22日 - 渋谷すばる、男性アイドル（関ジャニ∞）
- 9月22日 - 苫米地鉄人、元プロ野球選手
- 9月22日 - 山瀬功治、プロサッカー選手
- 9月23日 - 山口森広、俳優
- 9月24日 - 川口朋広、コンクリートミキサー車のドライバー　SASUKEの有力選手
- 9月24日 - 矢野さとる、コンテンツエンジニア
- 9月25日 - 内山信二、タレント
- 9月25日 - MEGUMI、タレント・元グラビアアイドル
- 9月26日 - 恒松あゆみ、声優
- 9月26日 - まりか、グラビアアイドル・AV女優
- 9月27日 - 古閑陽子、日本テレビアナウンサー
- 9月27日 - 木高イサミ、プロレスラー
- 9月28日 - 神楽坂恵、女優
- 9月28日 - 久保田直子、テレビ朝日アナウンサー
- 9月29日 - 井上碧、女優
- 9月29日 - 新妻さとこ、女優
- 9月29日 - 藤崎大輔、元プロ野球選手
- 9月29日 - 山本貴則、プロ野球審判員
- 9月30日 - 河野由佳、女優

### 10月
- 10月2日 - 宮本大輔、元プロ野球選手
- 10月3日 - 元康、ファッションモデル
- 10月4日 - 森脇英理子、モデル･女優
- 10月5日 - うさみ恭香、元AV女優
- 10月5日 - 筒井和也、プロ野球選手
- 10月5日 - 中東直己、プロ野球選手
- 10月6日 - 伊調千春、アマチュアレスリング選手
- 10月6日 - 茂原岳人、サッカー選手
- 10月6日 - 野田恭平、サッカー選手
- 10月6日 - 早川えみ、歌手
- 10月8日 - さいねい龍二、俳優
- 10月8日 - 矢作美樹、女性アイドル（元チェキッ娘）
- 10月9日 - 高橋真麻、元フジテレビアナウンサー
- 10月9日 - 前田遼一、サッカー選手
- 10月9日 - サンシャイン池崎、お笑いタレント
- 10月10日 - 上原チョー、お笑いタレント
- 10月10日 - 那須大亮、サッカー選手
- 10月11日 - 大江慎一郎、漫画家
- 10月11日 - 羽田裕美、ピアニスト
- 10月11日 - かとうれい子、歌手
- 10月13日 - 一輝、プロ野球選手
- 10月15日 - 浅見智、IBC岩手放送アナウンサー
- 10月15日 - 中庭健介、フィギュアスケート選手
- 10月16日 - 真中潤、歌手
- 10月16日 - トモ、マジシャン・ファッションモデル
- 10月16日 - 村上範和、サッカー選手
- 10月17日 - 今井翼、男性アイドル（タッキー&翼）
- 10月17日 - 榎本くるみ、シンガーソングライター
- 10月20日 - 小林香織、サックス奏者
- 10月23日 - 綾瀬ルリ、元AV女優
- 10月23日 - 中村摂、お笑い芸人
- 10月24日 - キンタロー。、お笑い芸人
- 10月25日 - 青山博一、オートバイレーサー
- 10月25日 - 鈴木伸太朗、野球選手
- 10月26日 - 小川奈那、女優・モデル
- 10月27日 - 浜野蘭、ストリッパー
- 10月28日 - 伊藤あい、グラビアアイドル・女優
- 10月28日 - 田中一徳、元プロ野球選手
- 10月28日 - 田中里奈、女性アイドル（元チェキッ娘）
- 10月29日 - 小松聖、プロ野球選手
- 10月29日 - 吉原道臣、プロ野球選手
- 10月29日 - 岸本ゆきえ、元タレント
- 10月30日 - アイ先生
- 10月30日 - 長手絢香、女性アイドル（元ココナッツ娘。）
- 10月30日 - 中沢健、作家・芸人
- 10月30日 - 仙台エリ、声優
- 10月31日 - 斉藤瞳、女性アイドル（元メロン記念日）
- 10月31日 - 中村勘九郎 (6代目)、歌舞伎役者

### 11月
- 11月1日 - 芹沢直美、AV女優、ストリッパー
- 11月2日 - 民部良子、女優・ファッションモデル
- 11月2日 - AI、R&Bシンガー
- 11月2日 - 荻上チキ、評論家、ラジオパーソナリティ
- 11月3日 - 正田樹、プロ野球選手
- 11月4日 - 夢咲こよい、AV女優
- 11月4日 - 尾野真千子、女優
- 11月4日 - 脇谷亮太、プロ野球選手
- 11月4日 - 宮地静香、クリケット選手[6][7]
- 11月5日 - 嘉藤貴行、騎手
- 11月6日 - 窪塚俊介、俳優
- 11月6日 - 井口龍太、声優、俳優
- 11月7日 - 内山理名、女優
- 11月7日 - 片瀬那奈、女優・歌手
- 11月7日 - 玉手ゆういち、歌手、シンガーソングライター
- 11月9日 - 田淵裕章、フジテレビアナウンサー
- 11月10日 - 山口あゆみ、女優
- 11月10日 - 五十嵐恵、女性アイドル（元チェキッ娘）
- 11月10日 - 松尾晃雅、野球選手
- 11月13日 - 吉川輝昭、プロ野球選手
- 11月13日 - 髙谷裕亮、プロ野球選手
- 11月15日 - 二階堂亜樹、プロ雀士
- 11月16日 - 高山久、プロ野球選手
- 11月17日 - 相川ナナ、レースクイーン
- 11月17日 - 長尾麻由、タレント、グラビアアイドル
- 11月17日 - HIRO、ミュージシャン（rice、Raphael）
- 11月19日 - 中村繪里子、声優
- 11月20日 - 浅見優子（ユウコ）、歌手
- 11月20日 - 藤田大介 日本テレビアナウンサー
- 11月20日 - 西原玲奈、騎手
- 11月20日 - 川口悠子、フィギュアスケート選手
- 11月21日 - 池脇千鶴、女優
- 11月26日 - 青木高広、プロ野球選手
- 11月26日 - 大城バネサ、演歌歌手
- 11月27日 - 江川有未、元タレント
- 11月29日 - 岡野陽一、お笑い芸人

### 12月
- 12月1日 - 羽田憲司、サッカー選手
- 12月2日 - 家本賢太郎、実業家
- 12月4日 - 金子洋平、プロ野球選手
- 12月4日 - 高宮和也、プロ野球選手
- 12月4日 - 井上優、声優
- 12月5日 - 浅羽由紀、シンガーソングライター
- 12月5日 - 飯田浩司、ニッポン放送アナウンサー
- 12月6日 - 牛田成樹、プロ野球選手
- 12月6日 - 佐藤賢、プロ野球選手
- 12月6日 - 管家修一、野球選手
- 12月7日 - 文倉十、イラストレーター
- 12月7日 - 荒井万里絵、元フィギアスケート選手
- 12月7日 - 深野琴美、舞台女優・モデル
- 12月8日 - AZU、歌手
- 12月8日 - 佐藤ひろこ、シンガーソングライター
- 12月8日 - 馬原孝浩、プロ野球選手
- 12月9日 - 青野裕介、映像作家
- 12月10日 - 小林且弥、俳優
- 12月10日 - Hikaru、プロレスラー
- 12月10日 - 森大輔、シンガーソングライター
- 12月11日 - 白鳥久美子、お笑いタレント（たんぽぽ）
- 12月11日 - 村井智建、実業家
- 12月13日 - 安倍なつき、元AV女優
- 12月15日 - 荒井香織、女優
- 12月15日 - 成瀬美穂、AV女優・ストリッパー
- 12月16日 - 朝香美穂、AV女優
- 12月16日 - 山之内毅、政治家
- 12月17日 - 川久保拓司、俳優
- 12月17日 - 竹下玲奈、ファッションモデル・タレント
- 12月19日 - 佐藤江梨子、タレント・元グラビアアイドル
- 12月19日 - 田嶋翔、騎手
- 12月20日 - 彬子女王、皇族
- 12月20日 - 田原あゆみ、AV女優
- 12月21日 - 磋牙司洋之、大相撲力士
- 12月21日 - 高瀬弘美、政治家
- 12月22日 - 安めぐみ、タレント
- 12月22日 - 南山千恵美、女性タレント
- 12月22日 - 迎祐一郎、プロ野球選手
- 12月23日 - 荒川仁人、プロボクサー
- 12月26日 - 宇都宮まき、タレント
- 12月27日 - 鮎川りな、ファッションモデル
- 12月29日 - 荒川静香、フィギュアスケート金メダリスト
- 12月29日 - 零忍、AV女優
- 12月30日 - 大友みなみ、女優、モデル
- 12月31日 - 水野麗奈、タレント